# Huntingdon (Nouvelle-Zélande)
Huntingdon est une localité faiblement peuplée, située dans la région de Canterbury dans l’Île du Sud de la Nouvelle-Zélande .

## Situation
Elle est localisée sur la berge sud du fleuve Ashburton, au sud de la ville d’Ashburton.  D’autres villages à proximité comprennent  Willowby vers l’ouest, Wheatstone, Flemington, et Ashton vers le sud, et Wakanui vers l'est à travers le fleuve.

## Économie
L’activité économique primaire de la ville de Huntingdon a toujours été l’agriculture, mais le développement du ‘centre des sports d’eau ‘ au niveau du plan d'eau du lac artificiel Hood et l’association avec la subdivision résidentielle développée depuis 1987 a fourni une certaine diversification des activités de la ville.

## Environnement
La ville de Huntingdon est située dans la plaine de  Canterbury, juste à l’intérieur des terres par rapport à l’Océan Pacifique. Le petit lac Hood, est situé à côté du fleuve Ashburton.  
En 1987, un projet pour développer le lac Hood fut mis en place et maintenant un public significatif d’amateurs de loisirs d’eau, qui apprécie les installations entourant le ‘parc de Huntingdon‘. Il abrite des activités de kayaks, avirons, et ski nautiques, augmenté par la présence du chemin de randonnée à travers le marais environnant. Le développement résidentiel s’est poursuivit autour des installations de loisirs entraînant un accroissement de la population de Huntingdon .

## Transport
Huntingdon est en dehors des principales voies de transport. À la fois, la State Highway 1/S H1 et la Main South Line du chemin de fer passent à proximité au nord-ouest, à travers les villes de Tinwald et de Winslow.